# François-Joseph (prénom)
François-Joseph est un prénom masculin.

## Personnes portant ce prénom
- Pour l'ensemble des articles sur les personnes portant ce prénom, consulter :
  - la liste des articles dont le titre commence par ce prénom
  - les listes produites par Wikidata : Liste des personnes de prénom « liste d'hommes portant le prénom François-Joseph » — même liste en incluant les éventuels prénoms composés qui contiennent « liste d'hommes portant le prénom François-Joseph ».

Ce prénom est notamment porté par :

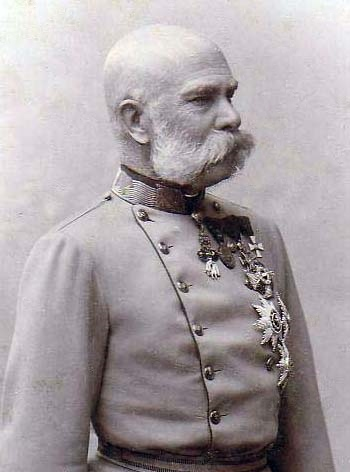
François-Joseph Ier d'Autriche régna sur l'Autriche de 1848 à 1916 et sur la Hongrie de 1867 à 1916.

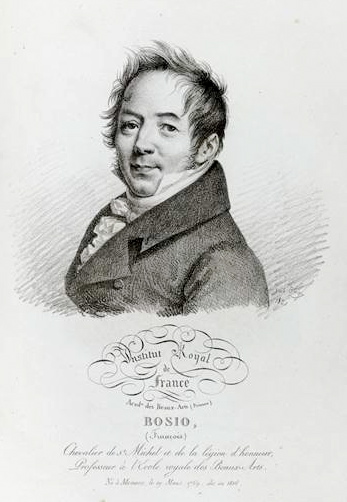
François-Joseph Bosio, artiste néo-classique du Premier Empire et la Restauration.

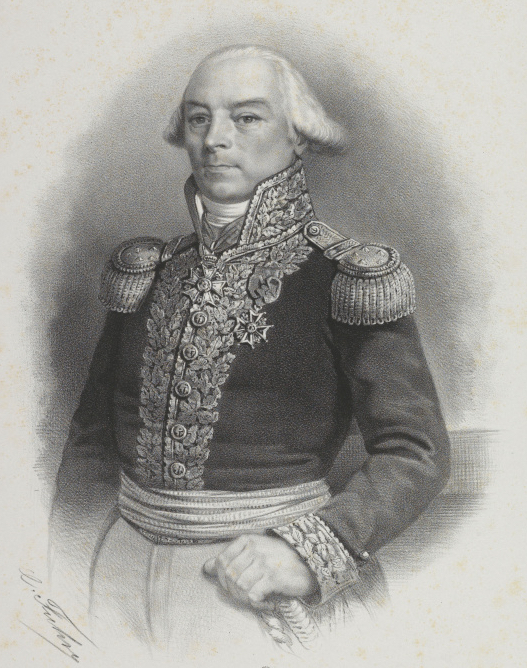
François Joseph Bouvet, vice-amiral dans la marine française.

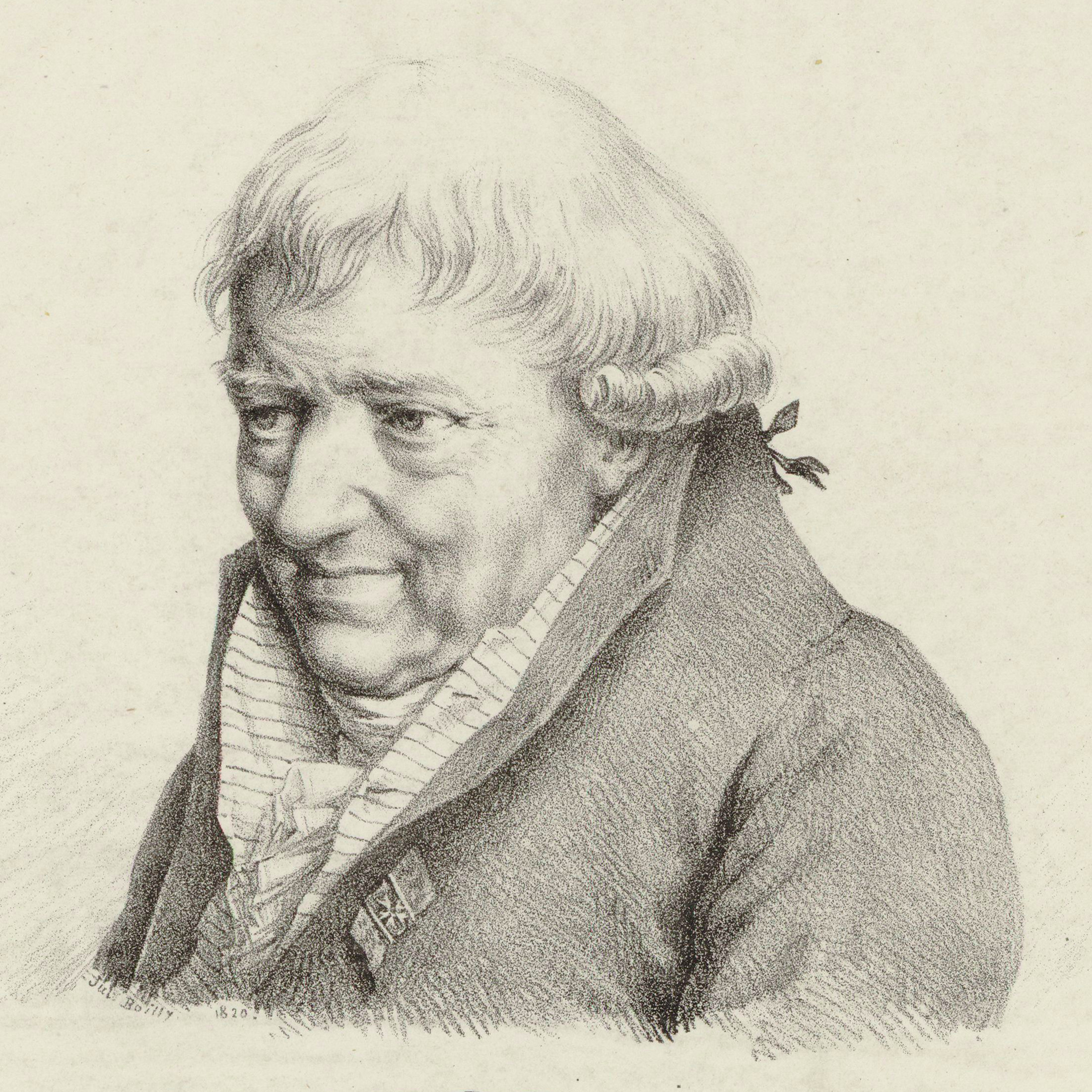
François-Joseph Gossec, compositeur,violoniste, directeur d'opéra et pédagogue français.

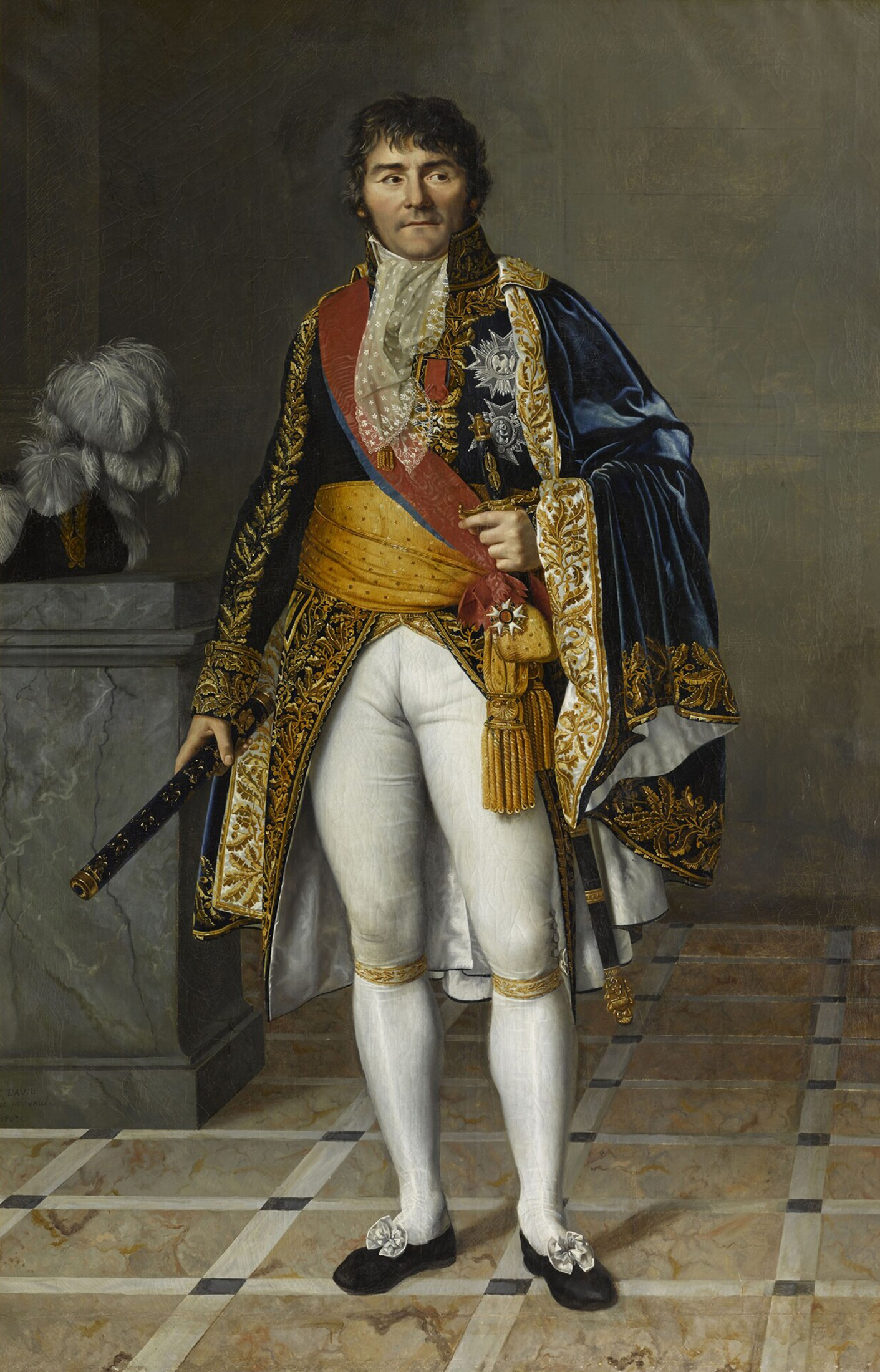
François Joseph Lefebvre fut Maréchal d'Empire sous Napoléon Ier.

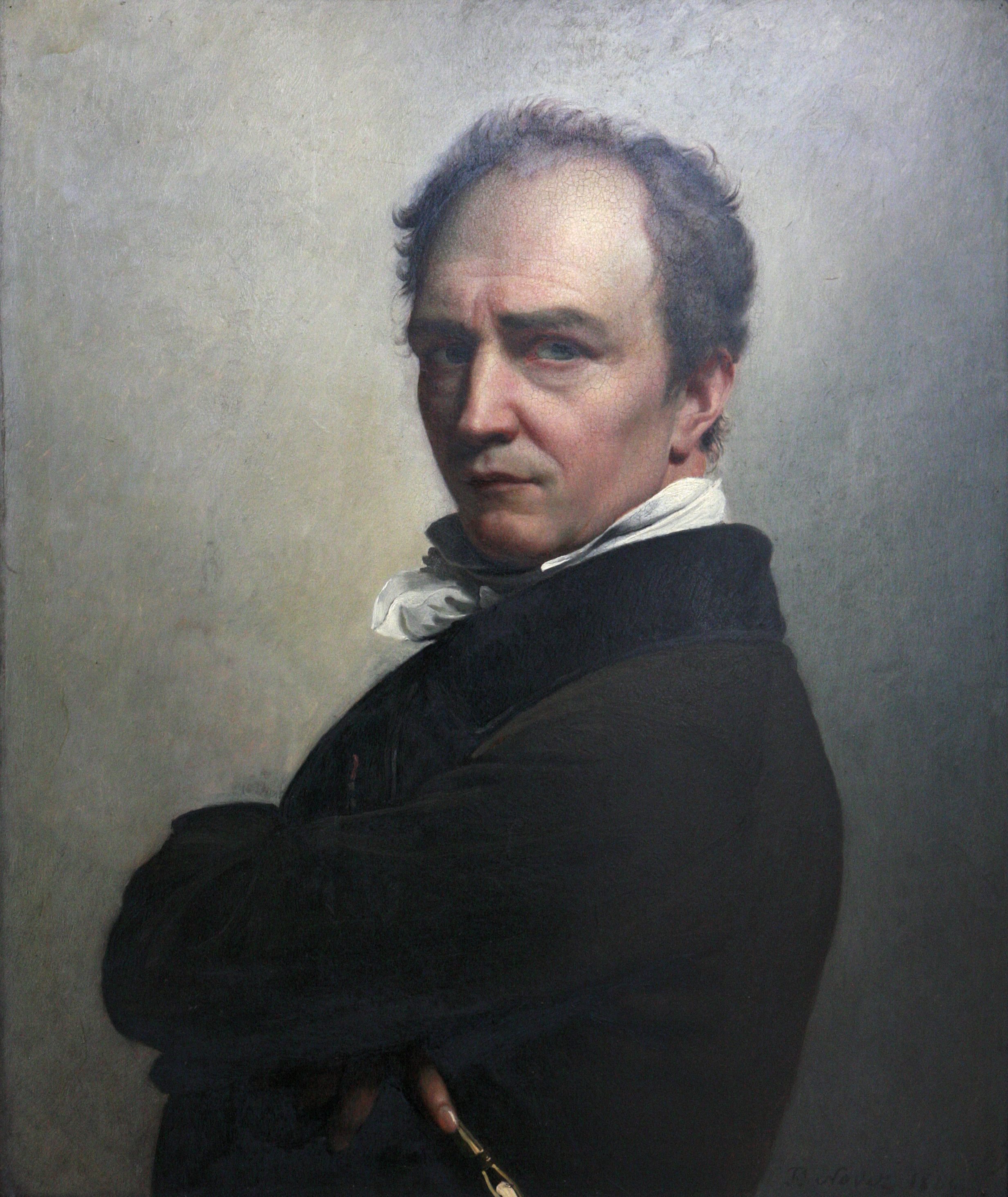
Autoportrait du peintre belge François-Joseph Navez.

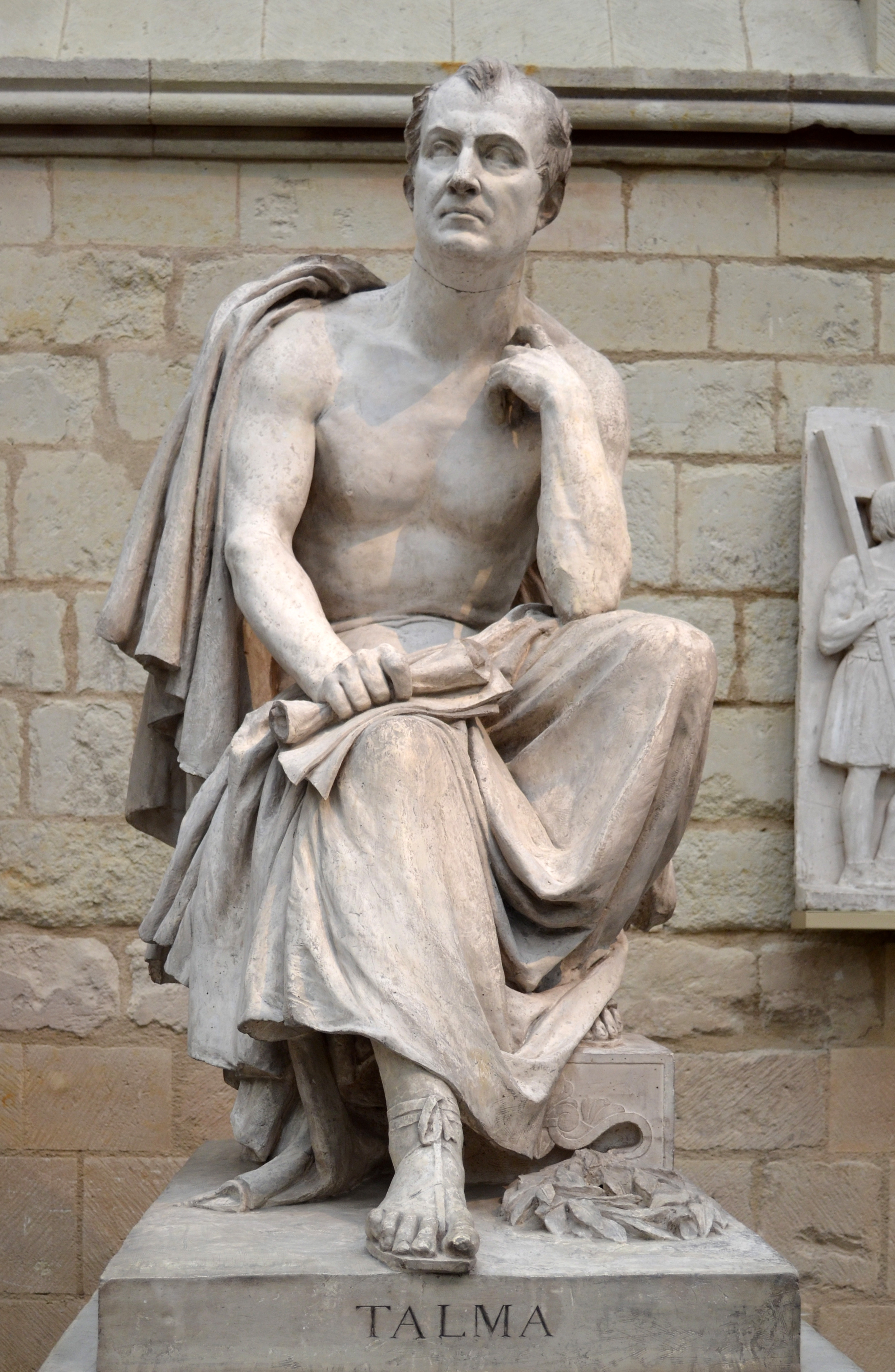
François-Joseph Talma fut l'acteur français le plus prestigieux de son époque.

- François-Joseph Amon d'Aby (1913-2007), écrivain ivoirien
- François-Joseph Ier d'Autriche (1830-1916), empereur d'Autriche et roi apostolique de Hongrie
- François-Joseph de Beaupoil de Sainte-Aulaire (1643-1742), poète français
- François Joseph de Béthune (1719-1739), marquis d'Ancenis, duc de Charost et Pair de France
- François-Joseph Bissot (1673-1737), bourgeois français, marchand et navigateur en Nouvelle-France
- François Joseph Bosio (1768-1845), sculpteur, poète, dessinateur et graveur monégasque
- François Joseph Boulay de la Meurthe (1799-1880), homme politique français
- Louis-François-Joseph de Bourbon Busset (1749-1829), général français
- Louis-François-Joseph de Bourbon-Conti (1734-1814), aristocrate français
- François Joseph Bouvet (1753-1832), officier de marine français, vice-amiral et préfet maritime
- François-Joseph Bressani (1612-1672), jésuite et missionnaire italien au Canada
- François-Joseph Cazin (1788-1864), médecin français
- François Joseph d'Estienne de Chaussegros de Léry (1754-1824), général français
- François Joseph Clozel (1860-1918), gouverneur général français de l'Afrique-Occidentale française
- François-Joseph-Emmanuel de Crussol d'Uzès (1735-1789), prélat français et évêque de La Rochelle
- François-Joseph Delegorgue (1757-1806), général de brigade français
- François-Joseph-Théodore Desandrouin (1740-1802), vicomte et homme politique français
- François-Joseph Desbillons (1711-1789), fabuliste et poète français néolatin
- François-Joseph Desvernois (XVIIIe siècle-XIXe siècle), miniaturiste français
- François-Joseph Dewandre (1758-1835), sculpteur et architecte belge
- François-Joseph Dizi (1780-1840), harpiste belge renommé
- François-Joseph Double (1776-1842), médecin français
- François Joseph Drouot de Lamarche (1733-1814), général français de la Révolution et de l'Empire
- François-Joseph-Marie Fayolle (1774-1852), homme de lettres et musicologue français
- François-Joseph Fétis (1784-1871), compositeur, critique musical et musicographe belge
- François Joseph Fournier (1857-1935), aventurier belge
- François Joseph Gérard (1772-1832), général français de l'Empire
- François Joseph Girot (1873-1916), peintre français
- François-Joseph Gossec (1734-1829), compositeur, violoniste, directeur d'opéra et pédagogue français
- Pascal-François-Joseph Gossellin (1751-1830), géographe et bibliothécaire français
- François-Joseph de Grammont (1644-1717), archevêque de Besançon
- François Joseph Paul de Grasse (1722-1788), officier de marine français
- François-Joseph de Gratet (1749-1821), général et homme politique français
- François Joseph Fidèle Gressot (1770-1848), sous-chef d'état major français
- François-Joseph Grille (1782-1853), bibliothécaire de la ville d'Angers
- François Joseph de Guise (1670-1675), duc de Guise, de Joyeuse, prince de Joinville et duc d'Alençon
- François-Joseph Heim (1787-1865), peintre français
- François Joseph Antoine Hell (1731-1794), député du tiers état aux États généraux
- François Joseph Henrion (1776-1849), militaire français
- François-Joseph Herman (1931-1963), dessinateur et auteur de bande dessinée belge
- François-Joseph Hérold (1755-1802), musicien français
- François-Joseph Hirn (1751-1819), homme d'Église français
- François Joseph Ernest de Hohenzollern-Sigmaringen (1702-1769), prince de Hohenzollern-Sigmaringen et prince de Hohenzollern-Haigerloch
- François-Joseph Hunauld (1701-1742), anatomiste français
- François-Joseph Kinson (1770-1839), peintre flamand
- François-Joseph de Lagrange-Chancel (1677-1758), auteur dramatique et poète français
- François-Joseph-Amédée Lamy (1858-1900), militaire français
- François-Joseph Lange de La Maltière (1730-1807), physicien et poète français
- François-Joseph de La Rochefoucauld-Bayers (1736-1792), prélat et homme politique français
- François Joseph LeBreton Dorgenois (1750-?), maire de La Nouvelle-Orléans
- François Joseph Lefebvre (1755-1820), militaire français
- François-Joseph Leguay (1764-1812), général français de la Révolution et de l'Empire
- François-Joseph Lestiboudois (?-1825), médecin et botaniste français
- François-Joseph Alexandre Letourneur (1769-1842), général français de la Révolution et de l'Empire
- François-Joseph Ier de Liechtenstein (1726-1781), prince du Liechtenstein
- François-Joseph II de Liechtenstein (1906-1989), prince de Liechtenstein
- François Joseph Liger (1819-1907), archéologue français
- François-Joseph Mobutu Nzanga (1970-), homme politique congolais
- François-Joseph Naderman (1781-1835), harpiste classique français
- François-Joseph Navez (1787-1869), peintre belge néoclassique
- François Joseph Eugène Napoléon de Noailles (1866-1900), prince de Poix
- François Joseph Noizet (1792-1885), général et homme de lettres français
- François Joseph d'Offenstein (1760-1837), général français de la Révolution et de l'Empire
- François-Joseph-Gaston de Partz de Pressy (1712-1789), prélat français
- François-Joseph Pfeiffer (1778-1835), peintre d'origine allemande
- François-Joseph Quesnot (1765-1805), mathématicien français
- François-Joseph Regnier (1807-1885), comédien et dramaturge français
- François-Joseph Reste de Roca (1879-1976), gouverneur général de l'Afrique-Équatoriale française et gouverneur de la Côte d'Ivoire
- François Joseph de Riquet de Caraman (1771-1843), comte de Caraman et prince de Chimay
- François Joseph Ritter (1758-1809), avocat et homme politique français
- Jean-François-Joseph de Rochechouart (1708-1777), évêque de Laon
- François Joseph Rudler (1757-1837), avocat et notaire français
- François-Joseph Servois (1768-1847), mathématicien français
- François-Joseph Talma (1763-1826), acteur français prestigieux
- François-Joseph de Trazegnies (1744-1820), compositeur et organiste belge
- François Joseph Vernay (1864-1950), peintre impressionniste suisse
- François-Joseph Westermann (1751-1794), général de l'armée républicaine